# Juan Rafael Pedrosa Cano
Juan Rafael Pedrosa Cano (Sevilla 14 de agosto de 1906 - Madrid 30 de enero de 1976) fue un portero español que jugó en el Real Betis Balompié y Real Racing Club de Santander entre 1928 y 1941. Después de la guerra civil española jugó de portero en el Racing de Santander hasta la temporada 1940/41. Destacó por ser el primer portero en disputar una final de la Copa de España jugando su equipo en Segunda División.

## Clubes
| Club                              | País   | Año       |
| --------------------------------- | ------ | --------- |
| Real Betis                        | España | 1928-1929 |
| Real Betis                        | España | 1929-1930 |
| Real Betis                        | España | 1930-1932 |
| Club Deportivo Nacional de Madrid | España | 1932-1933 |
| Racing Club de Santander          | España | 1933-1934 |
| Racing Club de Santander          | España | 1934-1935 |
| Racing Club de Santander          | España | 1935-1936 |
| Real Racing Club de Santander     | España | 1938-1939 |
| Real Racing Club de Santander     | España | 1939-1940 |
| Real Racing Club de Santander     | España | 1940-1941 |

## Palmarés

### Campeonatos nacionales
| Título                    | Club       | País   | Año                              |
| ------------------------- | ---------- | ------ | -------------------------------- |
| Copa del Rey (Subcampeón) | Real Betis | España | Copa del Rey de Fútbol 1930/1931 |
| Segunda División Española | Real Betis | España | Segunda División 1931/1932       |